# Valdis Valters
Valdis Valters (* 4. srpna 1957 Riga) je bývalý lotyšský basketbalista, který reprezentoval Sovětský svaz. Se sovětskou reprezentací se stal mistrem světa v roce 1982 a získal stříbro na mistrovství světa roku 1986. Je též dvojnásobným mistrem Evropy (1981, 1985) a má z evropského šampionátu též stříbro (1987) a bronz (1983). Na eurobasketu 1981 se stal nejužitečnějším hráčem turnaje, s průměrem 16,7 bodu na zápas. Dostal se též do all-stars týmu na eurobasketu 1985. V letech 1976–1989 hrál za lotyšský klub VEF Rīga. V jeho dresu dosáhl roku 1982 nikdy nepřekonaného rekordu počtu bodů v jednom utkání, když jich v zápase s Dinamem Moskva zaznamenal 69. Roku 1989 ukončil kariéru, ale nakonec rozhodnutí přehodnotil a znovu začal hrát za BK Brocēni. Nastupoval za něj v letech 1992–1997, od roku 1996 pak jako hrající trenér. Trénoval zde až do roku 2000, poté ještě trénoval kluby BK Skonto (2000–2003), ASK Juniors (2006–2007) a VEF Rīga (2007–2010). Díky návratu na palubovku v roce 1992 si stihl připsat ještě starty i za reprezentaci samostatného Lotyšska. Založil vlastní basketbalovou školu Valtera Basketbola Skola (dnes zvanou Keizarmezs), z níž vyšel například Andris Biedriņš. Roku 2013 vydal vlastní autobiografii nazvanou Dumpinieks ar ideāliem (Rebel s ideály). Je též odborným komentátorem na lotyšském televizním kanálu TV6. Oba jeho synové, Kristaps a Sandis, se stali rovněž basketbalisty a lotyšskými reprezentanty. V roce 2017 byl Valdis Valters uveden do síně slávy Mezinárodní basketbalové federace.